# 문학수첩 작가상
문학수첩 작가상은 문학수첩에서 시상하는 문학상이다.

## 역대 수상 작품
- 2005년 3회 이장욱 <칼로의 유쾌한 악마들>
- 2006년 4회 조정현 <평균대 비행>
- 2007년 5회 서유미 <판타스틱 개미지옥>
  - 신인상 시 부문 이병일 <가뭄>외 4편 소설 부문 은규 <급류타기>
- 2008년 6회 주영선 <아웃>
  - 신인상 소설 부문 임수현 <앤의 미래> 시 부문 황수아 <통조림> 외 4편